# Odrodzenie narodowe na Ukrainie w latach 1985–1991
Odrodzenie narodowe na Ukrainie w latach 1985–1991 – proces społeczny zachodzący w latach 1985–1991, w wyniku którego w Ukraińskiej Socjalistycznej Republice Radzieckiej odradzała się ukraińska świadomość narodowa i pozycja języka ukraińskiego oraz następowała samoorganizacja społeczeństwa ukraińskiego, co doprowadziło najpierw do ogłoszenia suwerenności USRR, a w końcu do uzyskania niepodległości przez Ukrainę.
Podwaliny pod ten proces stworzyła w latach 60.–70. XX wieku działalność Szistdesiatnyków.

## Sytuacja polityczna w Związku Radzieckim

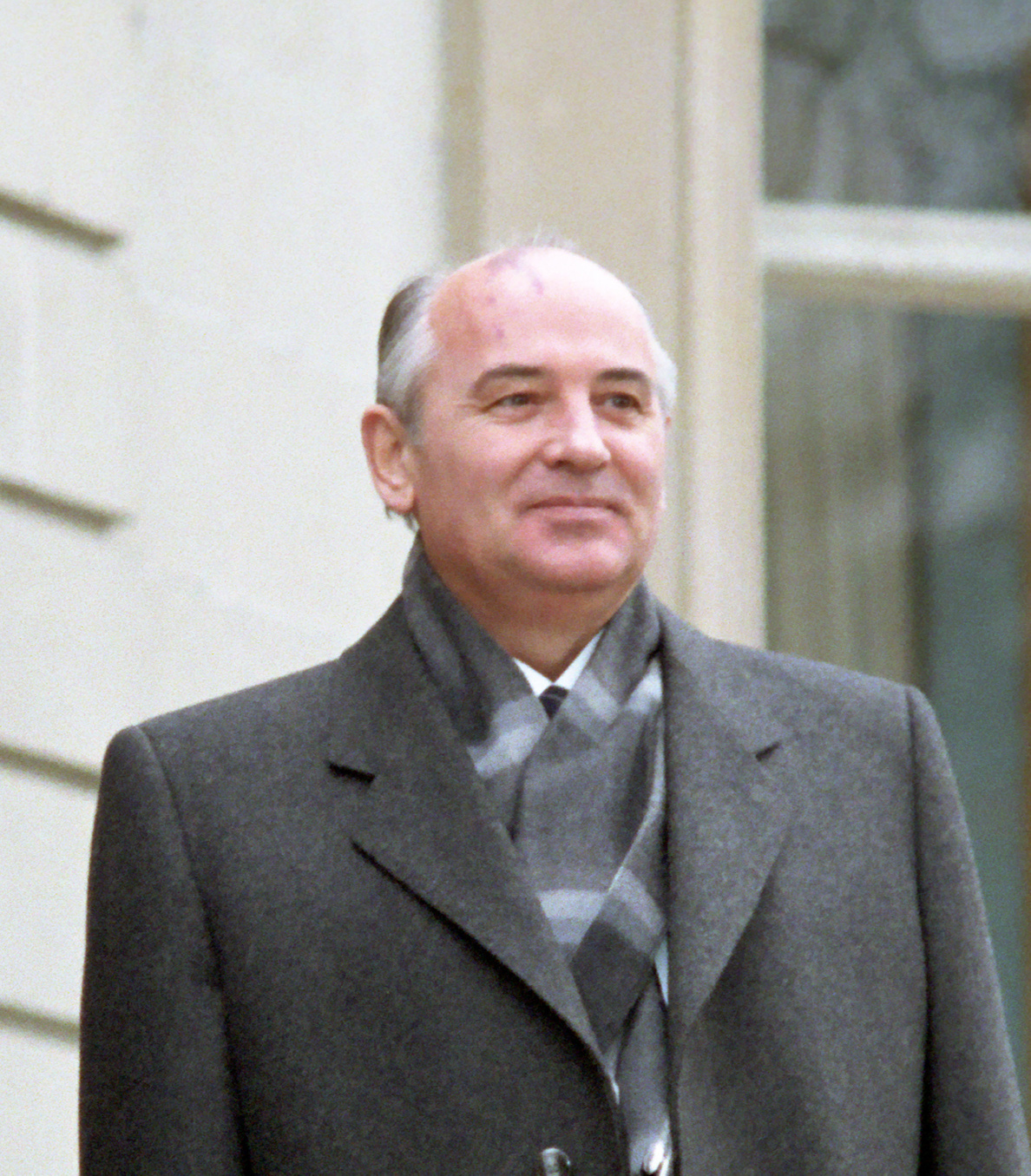
Michaił Gorbaczow

11 marca 1985 Michaił Gorbaczow objął stanowisko I sekretarza Komitetu Centralnego Komunistycznej Partii Związku Radzieckiego. Zainicjował on w Związku Radzieckim politykę pieriestrojki (przebudowy) i głasnosti (jawności), których podstawą były złagodzenie cenzury oraz ograniczona liberalizacja gospodarcza i polityczna. Za rzeczywisty początek pieriestrojki uznać należy jednak styczeń 1987, kiedy to Michaił Gorbaczow podczas obrad KC KPZR stwierdził potrzebę większej kontroli oddolnej i stworzenia szans także dla kandydatów wysuniętych oddolnie. Od tego momentu rozpoczęło się zwalnianie z łagrów więźniów politycznych, liberalizacja cenzury, wydawanie publikacji o zbrodniach okresu stalinowskiego.
Gospodarka radziecka była jednak zbyt zniszczona, a reformy w tym zakresie zbyt nieśmiałe, więc z każdym rokiem sytuacja gospodarcza pogarszała się, co potęgowało niezadowolenie mieszkańców ZSRR.

## Sytuacja polityczna w USRR w latach 1985–1989
4 września 1985 w gułagu koło Permu zmarł Wasyl Stus – ukraiński poeta i opozycjonista, więziony od 1965. Był jedną z ostatnich ofiar Gułagu.

Mapa skażenia okolic Czarnobyla

26 kwietnia 1986 w północnej części USRR miała miejsce awaria elektrowni jądrowej w Czarnobylu. W wyniku awarii skażeniu promieniotwórczemu uległ obszar od 125 000 do 146 000 km² terenu na pograniczu Białorusi, Ukrainy i Rosji. W wyniku katastrofy skażeniu uległo 9% terytorium Ukrainy. Wskutek blokady informacyjnej nie powiadomiono o awarii ludności Ukrainy, i nie podjęto żadnych czynności w celu zmniejszenia zagrożenia skażeniem. W przyszłości rocznica katastrofy stała się okazją do organizacji demonstracji oraz tworzenia organizacji ekologicznych.
W dniach 15–16 kwietnia 1987 odbył się Zjazd Nauczycieli Ukraińskich, na którym podniesiono problem dyskryminacji języka ukraińskiego i wnioskowano zmianę tego stanu rzeczy. W czerwcu tego samego roku odbyło się plenum zarządu Związku Pisarzy Ukrainy, które wyraziło troskę o stan narodu i kultury ukraińskiej, oraz wskazało zagrożenia ekologiczne zagrażające narodowi. Związek zwrócił się również do prezydium Rady Najwyższej ZSRR z wnioskiem o wprowadzenie nauczania języka ukraińskiego we wszystkich szkołach na terenie USRR, oraz nadanie mu praw języka państwowego.
W lecie 1987 w Kijowie powstał Ukraiński Klub Kulturologiczny, utworzony m.in. przez Serhija Nabokę, Jewhena Swerstiuka, Ołesia Szewczenkę. Klub prowadził aktywną działalność odczytową, próbował odbudowywać poczucie tradycji kulturalnych i historycznych oraz przywracać pamięć o represjach stalinowskich. Od sierpnia rozpoczęła się akcja na rzecz legalizacji Cerkwi greckokatolickiej w USRR.
5 sierpnia 1987 Wiaczesław Czornowił skierował do Michaiła Gorbaczowa memoriał opisujący sytuację w USRR i wskazujący na potrzebę zmian polityki narodowościowej. 3 października ukazało się pierwsze oświadczenie Ukraińskiej Grupy Inicjatywnej na rzecz Uwolnienia Więźniów Sumienia, żądające uwolnienia więźniów politycznych. Jednocześnie we Lwowie (od 20 września) i Kijowie (od 4 października) rozpoczęły się wiece i demonstracje uliczne w celu upamiętnienia ofiar komunistycznego terroru.
Również w październiku powstało Ukraińskie Stowarzyszenie Niezależnej Inteligencji Twórczej (które zorganizowali Mychajło Osadczyj i Iwan Sokulskyj), które przystąpiło do wydawania 4 nieoficjalnych czasopism literackich oraz zorganizowało wykłady Latającego Uniwersytetu.
W grudniu 1987 powstało Stowarzyszenie Ekologiczne „Zielony Świat”, które zapoczątkowało istnienie na Ukrainie ruchów ekologicznych, oraz zaczęło występować z wieloma inicjatywami ekologicznymi.
Rok 1988 przyniósł ożywienie życia politycznego na Ukrainie. Do połowy roku ogłoszona w Moskwie pieriestrojka omijała tę republikę. Było to spowodowane z jednej strony tym, że u władzy na Ukrainie pozostawał jeden z najbardziej konserwatywnych przywódców komunistycznych z czasów Breżniewa, Wołodymyr Szczerbycki; z drugiej zaś ciągle w więzieniach bądź łagrach pozostawali najbardziej aktywni ukraińscy działacze polityczni. 5 czerwca rozpoczęły się obchody Tysiąclecia Chrztu Rusi. Oprócz obchodów oficjalnych rocznica ta pozwoliła na wiele nieoficjalnych spotkań i odczytów, oraz nielegalnych mszy greckokatolickich.
Po częściowym zwolnieniu z łagrów działaczy opozycyjnych doszło 7 lipca do przekształcenia Ukraińskiej Grupy Helsińskiej w Ukraiński Związek Helsiński (UZH), który zapoczątkował swoje istnienie programem politycznym nazwanym „Deklaracją zasad”. W deklaracji jako główny cel ruchu określono odrodzenie państwowości ukraińskiej oraz przebudowę ZSRR na zasadzie konfederacji niezależnych państw. Wbrew zamierzeniom dysydentów nie doszło na Ukrainie w 1988 do powołania, na wzór krajów nadbałtyckich, masowego ruchu na rzecz reform.
Na przełomie lat 1988/1989 szok w społeczeństwie ukraińskim wywołało odkrycie masowych grobów w Bykowni. Sprawa została szeroko nagłośniona w prasie całego ZSRR. 6 marca 1989 KC KPU podjął uchwałę o usuwaniu „białych plam” z historii USRR.
W marcu 1989 odbyły się wybory do Zjazdu Deputowanych Ludowych ZSRR. Zaktywizowało to mieszkańców Ukrainy, szczególnie zachodnich obwodów oraz Kijowa. Wielu startujących komunistycznych dygnitarzy partyjnych odpadło w wyborach. Pod koniec kwietnia, w rocznicę katastrofy czarnobylskiej, w wielu miastach odbyły się nielegalne wiece. Największy, w Kijowie, zgromadził 40 tysięcy uczestników.
17 lipca 1989 wybuchły pierwsze strajki górników, najpierw w Zagłębiu Kuźnieckim, a następnie w Donieckim.
29 września 1989 Plenum KC KPU odwołało Wołodymyra Szczerbyckiego ze stanowiska I sekretarza KPU (na którym działał od 1972). Na jego miejsce wybrano Wołodymyra Iwaszko.

## Powołanie „Ruchu”
Pierwszym masowym ruchem na rzecz reform na Ukrainie został Ludowy Ruch Ukrainy na rzecz Przebudowy (w skrócie „Ruch”).
Organizacja ta powstała dzięki połączeniu byłych dysydentów (m.in. Łewko Łukjanenko, Wiaczesław Czornowił, bracia Mychajło i Bohdan Horyniowie) z kijowską inteligencją twórczą (najczęściej należącą do KPZR), przede wszystkim pisarzami (m.in. Iwan Dracz, Dmytro Pawłyczko, Wołodymyr Jaworiwśkyj). Zjazd założycielski „Ruchu” odbył się w dniach 8–10 września 1989 w Kijowie.

## Wybory parlamentarne i samorządowe w 1990 roku
27 października 1989 Rada Najwyższa zdecydowała, że wybory odbędą się w marcu 1990, będą bezpośrednie, i na każde miejsce będzie kandydować co najmniej dwie osoby.
Temu zadaniu Ruch sprostał na terenach zachodniej i – częściowo – centralnej Ukrainy. Wbrew wysiłkom Bloku Demokratycznego (do którego obok Ruchu wchodziły m.in. Towarzystwo Języka Ojczystego im. Tarasa Szewczenki i ukraiński „Memoriał”) nic udało się w tamtych wyborach zaktywizować społeczeństwa wschodniej Ukrainy. W ten sposób opozycja musiała się zadowolić 25% miejsc w parlamencie i nastawić się na długotrwałą pracę zmierzającą do przebudzenia narodowego wschodniej Ukrainy. Praca ta zresztą po wyborach była już znacznie łatwiejsza, ponieważ przemilczani do tej pory politycy pojawili się w sprawozdaniach z obrad Rady Najwyższej w radiu i telewizji, i swoimi wystąpieniami mogli skutecznie przeciwdziałać propagandzie komunistycznej.
Jednak problem podstawowy ukraińskiego ruchu odrodzeniowego – zaktywizowanie wschodniej Ukrainy – pozostawał otwarty. O ile szybko doszło do opanowania Kijowa przez ruch demokratyczny, o tyle wydawało się, że politycy ukraińscy nie mają koncepcji na dotarcie ze swoimi ideami do mieszkańców wschodnich regionów republiki.
Pasywność wobec tej części Ukrainy zaczęto przełamywać latem 1990, kiedy to zorganizowano w Zaporożu i Nikopolu wielkie obchody 500-lecia powstania Siczy Zaporoskiej. Obchody te dały demokratom ukraińskim klucz do wschodniej Ukrainy; kluczem tym okazało się wskrzeszenie kozackich tradycji tego regionu Ukrainy (na Ukrainie Zachodniej ten sam proces dokonywał się przez odwołanie się do tradycji Ukraińskich Strzelców Siczowych, i wojennej oraz powojennej partyzantki ukraińskiej).
Jednocześnie oczywiste było, że za wszelką cenę należy „zukrainizować” strajkowy ruch Donbasu – największego centrum przemysłowego Ukrainy. Ze zdwojoną energią zaczęli kursować do komitetów strajkowych Donbasu wysłannicy Kijowa. Proces ten, chociaż rozwijał się nie bez przeszkód, doprowadził ostatecznie do powstania w czerwcu 1991 Ogólnoukraińskiego Komitetu Solidarności Pracujących, którego przewodniczący Wołodymyr Iwaszczenko ściśle współpracował z opozycją Kijowa. Pomimo tego względnego sukcesu bazą odrodzenia ukraińskiego była przede wszystkim inteligencja.

## Uchwalenie Deklaracji o suwerenności Ukrainy
Tuż po wyborach 1990 okazało się, że w koalicji pisarsko-dysydenckiej rysują się zdecydowane podziały. Niemniej najwybitniejszym osiągnięciem tego okresu było doprowadzenie do uchwalenia przez Radę Najwyższą Deklaracji o Suwerenności Państwowej Ukrainy.

## Powstawanie partii politycznych
Punktem różnicującym pisarzy i dysydentów stał się problem tempa zmian politycznych na Ukrainie. Dysydenci (Łukianenko, Czornowił, Chmara) byli niecierpliwi, chcieli doprowadzić do szybszego zradykalizowania Ruchu, zaś kijowscy pisarze (Pawłyczko, Dracz, Jaworiwśkyj), przywykli do nagłych zakrętów oficjalnego życia politycznego, uważali, że odpowiednia do sytuacji jest taktyka małych kroków. W efekcie sporów nieunikniony był konflikt dwóch najpoważniejszych grup politycznych w Ruchu. Aby sporem o taktykę działania nie osłabić największej organizacji ukraińskiej (Ruch liczył wówczas pół miliona członków i co najmniej trzy miliony sympatyków), obie zainteresowane strony postanowiły utworzyć własne partie polityczne.
Jako pierwsza w kwietniu 1990 powstała Ukraińska Partia Republikańska (URP) będąca spadkobierczynią w prostej linii Ukraińskiego Związku Helsińskiego. Jej przewodniczącym został dotychczasowy przewodniczący UZH Łewko Łukjanenko. Z najbardziej znanych działaczy UZH nie przeszedł do URP Wiaczesław Czornowił, który zarzucił nowo powstałej partii niedookreślenie ideowe (sam Czornowił najchętniej przyznawał się do opcji narodowo-demokratycznej). Mimo wewnętrznych sporów URP zjawiła się jako partia o orientacji wyraźnie niepodległościowej i antykomunistycznej (jej antykomunistyczny charakter został złagodzony na II Zjeździe w lutym 1991).
W tym samym czasie grupa kijowska (Pawłyczko, Dracz, Jaworiwśkyj) wystąpiła z KPZR i utworzyła Komitet Inicjatywny na rzecz powołania partii demokratycznej. Wkrótce też skupiła wokół siebie wielu wpływowych działaczy ukraińskich o orientacji socjaldemokratycznej, by wczesną zimą 1990 powołać już formalnie do istnienia Demokratyczną Partię Ukrainy. Jej kierownictwo objął wieloletni więzień obozów sowieckich, publicysta, historyk Jurij Badzio.
Powstanie Ukraińskiej Partii Republikańskiej zainicjowało tworzenie się na Ukrainie dużej liczby mniej lub bardziej wpływowych partii politycznych. Pod koniec września 1990 luźna asocjacja „Zełenyj Swit” przekształciła się w Partię Zielonych. Jej liderem pozostał animator ruchu ekologicznego na Ukrainie Jurij Szczerbak. Sama partia stawiała sobie za cel realizację idei ruchu ekologicznego w niepodległym państwie ukraińskim, w tym również przekształcenie Ukrainy w strefę bezatomową.
Na początku grudnia 1990 odbył się zjazd założycielski Partii Demokratycznego Odrodzenia Ukrainy. Partia ta powstała z przekształcenia się tzw. platformy demokratycznej Komunistycznej Partii Ukrainy. W odróżnieniu od Ukraińskiej Partii Republikańskiej czy Demokratycznej Partii Ukrainy była to partia przede wszystkim wschodnioukraińska, a jej najmocniejszy ośrodek znajdował się w Charkowie. Skupiała ona przede wszystkim inteligencję techniczną. Na jej czele stała Rada Koordynacyjna, do najbardziej znanych liderów tej partii należeli: Wołodymyr Fiłenko, Ołeksandr Jemeć, Myrosław Popowycz i Władimir Griniow. Partia Demokratycznego Odrodzenia Ukrainy była partią o charakterze socjaldemokratycznym, stawiającą sobie za cel (podobnie jak URP i DPU) zbudowanie niepodległego państwa ukraińskiego drogą parlamentarną. Opowiadała się za federacyjnym ustrojem Ukrainy.
Wiele partii politycznych (w tym Ukraińska Partia Ludowo-Demokratyczna, Ukraińska Partia Chłopsko-Demokratyczna, Ukraińska Partia Chrześcijańsko-Demokratyczna oraz Ukraińska Partia Narodowa) weszło w skład Ukraińskiego Zgromadzenia Międzypartyjnego, które powstało 1 lipca 1990 jako forum zrzeszające partie, które odrzucają parlamentarną drogę odzyskania niepodległości. Ukraińskie Zgromadzenie Międzypartyjne nie uznało legalności Ukraińskiej Socjalistycznej Republiki Radzieckiej, traktując ją jako twór okupacyjny. Zrzeszało partie polityczne o odcieniu nacjonalistycznym. Jego przewodniczącym był Jurij Szuchewycz.
Marginesem, jednak bardzo krzykliwym, ukraińskiego życia politycznego były ugrupowania skrajnie nacjonalistyczne: najbardziej aktywny wśród nich był Ukraiński Związek Nacjonalistyczny, którego liderem był były działacz Związku Ukraińskiej Młodzieży Niezależnej – Ołeh Witowycz.

## Zmiany w rządzie
Jesienią 1990 opozycja osiągnęła pewne sukcesy polityczne. Dzięki głodówce studentów kijowskich doprowadzono do zmiany ukraińskiego rządu. Miejsce konserwatywnego premiera Witalija Masoła zajął zwolennik daleko posuniętej autonomii gospodarczej i politycznej Ukrainy – Witold Fokin. Również w wyniku studenckiego protestu Rada Najwyższa przyjęła uchwałę, że Ukraina dopiero po uchwaleniu nowej konstytucji będzie mogła podpisać nowy układ związkowy. Jednocześnie rząd Fokina zaczął prowadzić bardzo aktywną politykę na szczeblu międzyrepublikańskim. W efekcie tej polityki doszło do podpisania wielu umów międzyrepublikańskich, z których najważniejsze znaczenie posiadała umowa o stosunkach międzypaństwowych pomiędzy Federacją Rosyjską a Ukrainą z 19 listopada 1990. W umowie tej znalazł się zapis potwierdzający nienaruszalność terytorialną stron układu.
Aktywnie zajęto się również polityką zagraniczną. Jej efektem było podpisanie m.in. wspólnej deklaracji polsko-ukraińskiej oraz nawiązanie stosunków dyplomatycznych z Węgrami.
Zwrot Gorbaczowa w kierunku sił konserwatywnych na jesieni 1990 znalazł swoje odzwierciedlenie na Ukrainie. Wykorzystując sprowokowany incydent z deputowanym Stepanem Chmarą (rzekome pobicie przez niego podpułkownika milicji Grigoriewa), komuniści przeszli do ofensywy. Opozycja zepchnięta do obrony utraciła inicjatywę polityczną, którą częściowo udało się odzyskać przed marcowym referendum na temat przyszłości ZSRR. Dzięki działaniom opozycji oraz przewodniczącego Rady Najwyższej Krawczuka i skupionych wokół niego komunistów wprowadzono do referendum drugie, obok ogólnoradzieckiego, pytanie ukraińskie – o to, czy obywatele republiki pragną wejścia do nowego Związku na zasadach Deklaracji o Suwerenności Państwowej Ukrainy.
Twierdząca odpowiedź 70% mieszkańców Ukrainy na ogólnoradzieckie pytanie i 80% na republikańskie, umożliwiła Ukrainie prowadzenie własnej polityki w pertraktacjach o podpisanie nowej umowy związkowej.

## Objęcie władzy przez Leonida Krawczuka
W czas negocjacji tekstu nowego układu związkowego w 1991 opozycja ukraińska wchodziła podzielona. Postacią numer jeden ukraińskiego życia politycznego tego roku stał się przewodniczący Rady Najwyższej Ukrainy Leonid Krawczuk. Z chwilą objęcia tego stanowiska Krawczuk z jednej strony starał się zdystansować od władzy centralnej, z drugiej zaś dbał o to, aby nie popaść w otwarty konflikt z Moskwą.
Ta strategia, która była również strategią jego najbliższego współpracownika, premiera Witolda Fokina, doprowadziła do umocnienia się pozycji Ukrainy jako jednego z najważniejszych elementów nowego Związku. Ukraina zdecydowała się na samodzielną drogę reform gospodarczych, nie włączając się w ogólnoradziecki program reform premiera Pawłowa. Zdecydowana postawa Ukrainy i Rosji doprowadziła do wymuszenia na Gorbaczowie zgody na jednopoziomowy system podatkowy. Z kolei samotna już walka Ukrainy doprowadziła do tego, że wcześniej ustalony w Nowo-Ogariowie tekst traktatu związkowego nie został podpisany przed lipcową wizytą Gorbaczowa w Londynie na szczycie „siódemki”. Ukraina bowiem zdecydowała, że będzie rozpatrywać układ związkowy dopiero w połowie września. Tajemnicą poliszynela było, że opozycja zrobi wszystko, co możliwe, aby układ nie został podpisany przed uchwaleniem nowej konstytucji Ukrainy, po jej uchwaleniu zaś podpisanie tego traktatu stawało się jeszcze mniej realne. Pośrednim sposobem podkreślenia ważności Ukrainy w nowym układzie sił w Związku Radzieckim była wizyta w Kijowie prezydenta George’a Busha.
Wprawdzie Bush, przyjeżdżając do Kijowa z Moskwy, nie poparł dążeń niepodległościowych Ukrainy, niemniej tak gorąco zachęcał parlamentarzystów ukraińskich do tego, aby Ukraina weszła do nowego Związku, że mogło się wydawać, iż prezydent Stanów Zjednoczonych przemawia do przedstawicieli republiki, która ogłosiła już secesję.
Krawczuk w trakcie prac nad nowym układem związkowym operował strategią małych kroków i dzięki niej uzyskał dla siebie i dla Ukrainy jedno z głównych miejsc na radzieckiej scenie politycznej. Należy przypuszczać, że gdyby sytuacja rozwijała się bez zawirowań, Krawczuk zrobiłby wszystko, aby odwlec moment podpisania układu związkowego, oficjalnie jednak nie odrzucając go. Tym samym zapewniłby sobie pozycję bezkonkurencyjnego kandydata na stanowisko prezydenta republiki przed wyborami, które miały się odbyć 1 grudnia 1991. Kandydata, chociaż oficjalnie nie popieranego, to jednak akceptowanego przez opozycję.
Sytuacja zmieniła się radykalnie pod wpływem wydarzeń związanych z sierpniowym moskiewskim zamachem stanu. Krawczuk wprawdzie zdystansował się od zamachowców, jednak nie miał odwagi zdecydowanie potępić przewrotu. Na oficjalne stanowisko Prezydium Rady Najwyższej Ukrainy trzeba było czekać do godzin wieczornych 20 sierpnia. W oświadczeniu Prezydium nie uznało wprawdzie, że obowiązują na terytorium Ukrainy dekrety Komitetu Stanu Wyjątkowego, lecz równocześnie nie stwierdzono, że Komitet jest nielegalny. Opozycja zareagowała na tę kunktatorską politykę oburzeniem. Nie złagodziło tego oburzenia demonstracyjne podkreślanie suwerenności Ukrainy. W związku z tym burzliwy przebieg miała nadzwyczajna sesja parlamentu zwołana na 24 sierpnia, na której Krawczuk został oskarżony przez opozycję o podwójną grę.

## Uchwalenie Aktu niezależności Ukrainy
Uchwalenie Aktu Niezależności Ukrainy na tym samym posiedzeniu parlamentu było ze strony komunistów (mieli oni 2/3 miejsc w Radzie Najwyższej Ukrainy) próbą dogonienia wypadków, chociaż jednocześnie uchwalenie tego Aktu obwarowano warunkiem potwierdzenia go w ogólnorepublikańskim referendum. Postawienie tego warunku było ze strony komunistycznej większości w parlamencie rodzajem szantażu pod adresem demokratów ukraińskich. Demokraci byli zmuszeni do złagodzenia swej antykomunistycznej propagandy, aby nie doprowadzić do zantagonizowania wschodniej Ukrainy (gdzie sprawowała ciągle władzę komunistyczna nomenklatura). Była w tym również rachuba, że dojdzie do bułgaryzacji sytuacji w republice (to znaczy, że nawet po ogłoszeniu niepodległości komunistyczna nomenklatura zachowa swoją pozycję i wpływy na poziomie republikańskim).
Jednak po nadzwyczajnym posiedzeniu parlamentu ukraińskiego z 24 sierpnia stało się oczywistym, że Ukraina może zgodzić się na współistnienie z republikami byłego ZSRR tylko na zasadzie bądź konfederacji, bądź jakiegoś rodzaju wspólnoty regionalnej. Dziedzinami, w których była ona gotowa na taką współpracę, były międzyrepublikańskie kontakty gospodarcze, wspólny system obronny (bez rezygnacji z utworzenia własnej armii), być może również ekologia i badania kosmosu.
1 grudnia 1991 odbyło się ogólnoukraińskie referendum, w którym ponad 90% wyborców (przy frekwencji około 84%) poparło ogłoszenie Aktu.

### Reakcja Moskwy
O obecnej i przyszłej roli Ukrainy w ramach byłego ZSRR świadczyła nerwowa reakcja Moskwy na ogłoszony 24 sierpnia Akt Niezależności Ukrainy. Już w dwa dni po ogłoszeniu przez Ukrainę niepodległości rzecznik prasowy Jelcyna Paweł Woszczanow zapowiedział, że Rosja pozostawia sobie prawo do rewizji granic w stosunku do tych republik (z wyjątkiem krajów nadbałtyckich), które zdecydują się na opuszczenie składu Związku Radzieckiego. Następnie wysłano do Kijowa, bez uprzednich uzgodnień, dwie delegacje: rosyjską, z wiceprezydentem Aleksandrem Ruckojem, i radziecką, pod przewodnictwem Anatolija Sobczaka. Delegacje te, w zamian za potwierdzenie nienaruszalności terytorialnej Ukrainy uzyskały gwarancje, że ta ostatnia nie opuści w sposób gwałtowny struktur Związku Radzieckiego.

## Literatura
- Andrzej Friszke, Kalendarium odrodzenia narodowego na Ukrainie 1985-1991, w: 'Więź” nr 11-12/1991.
- Bogumiła Berdychowska, Przed wielką zmianą, w: „Więź” nr 11-12/1991.
- Andrew Wilson, Ukraińcy, Warszawa 2002, ISBN 83-7391-935-X.